# Vieraugen
Die Vieraugen (Anableps) sind eine Gattung von ca. 30 cm langen Zahnkarpfen, die in schlammigen Küstengewässern des nördlichen Südamerika (Venezuela und Trinidad bis zur Amazonasmündung) und an der Pazifikküste Mittelamerikas von Mexiko bis Honduras verbreitet sind. Sie leben in Süß- und Brackwasser, selten auch in reinem Meerwasser.

## Merkmale
Vieraugen werden maximal 32 cm lang und sind damit die größten Zahnkärpflinge. Männchen sind deutlich kleiner als die Weibchen. Die Brustflossen sind groß und abgerundet mit 20 bis 26 Flossenstrahlen. Die Rückenflosse liegt weit hinten kurz vor dem Schwanzstiel und deutlich hinter der Afterflosse. Sie wird von 7 bis 10 Flossenstrahlen gestützt. Vieraugen sind lebendgebärend. Das Gonopodium der Männchen zur inneren Befruchtung wird primär von den Flossenstrahlen 3 bis 6 der Afterflosse gebildet. Die ersten drei Afterflossenstrahlen sind nur rudimentär ausgebildet und unverzweigt. Vieraugen haben 45 bis 54 Wirbel und damit mehr als alle anderen Zahnkärpflinge.
- Schuppenformel: mLR 50-96.[1]

## Anatomie des Auges

Aufbau des Auges: 1. Unterwasserretina 2. Linse 3. Luftpupille 4. Scheidewand 5. Iris 6. Unterwasserpupille 7. Luftretina 8. Nerv

Vieraugen sind Oberflächenfische, bei denen eine quer liegende Scheidewand das Auge in zwei Hälften mit je einer Pupille teilt, so dass die Tiere gleichzeitig über und unter Wasser sehen können. Dabei ist die obere Hälfte der Linse schwach, die untere stark gekrümmt, um jeweils für die richtige Brechung des Lichts zu sorgen. Es ist das einzige bekannte Wirbeltier (nebst einer Froschart), das simultan über und unter Wasser scharf sehen kann. Um sowohl über als auch unter dem Wasser sehen zu können, gibt es in der Retina der Augen dieses Fisches über zehn Opsin-Arten (im Vergleich dazu hat der Mensch nur vier).

## Arten
Die Gattung Anableps umfasst folgende drei Arten:
- Anableps anableps (Linné, 1758)
- Anableps dowii Gill, 1861
- Anableps microlepis Müller & Troschel, 1844

## Pflege in der Aquaristik
Von einigen spezialisierten Aquarianern werden Vieraugen im Brackwasseraquarium gepflegt. Man hält sie möglichst in einem Becken mit niedrigem Wasserstand und einer gut schließenden Abdeckung, damit oberhalb der Wasseroberfläche eine hohe Luftfeuchtigkeit herrscht. Der Oberflächenfisch benötigt im warmen Aquarium einen Strandbereich, auf dem sich die Fische ausruhen können, und einen offenen Schwimmbereich. Sie werden in Gruppen von sechs bis acht Tieren gehalten, damit sich Paare bilden können.

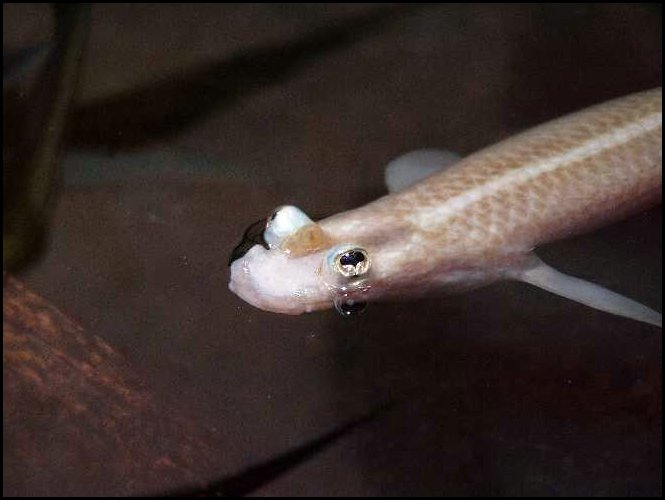
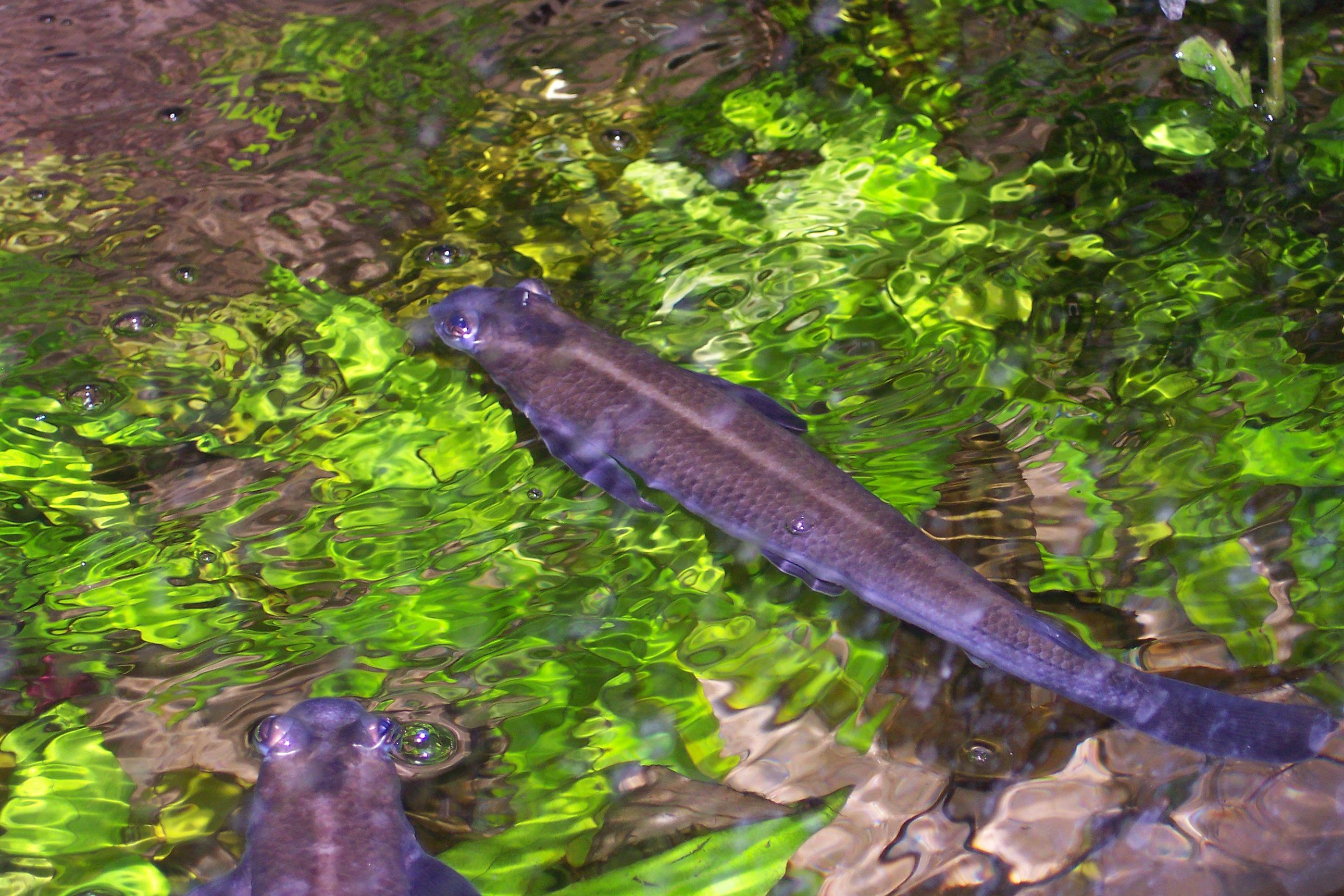